# Scholastic Corporation
A Scholastic Corporation, ou ainda Scholastic Press ou Scholastic Inc.) é uma editora de livros dos Estados Unidos da América conhecida por publicar material infanto-juvenil, entre eles a série britânica Harry Potter, e o primeiro trabalho de Suzanne Collins conhecido como The Underland Chronicles.